# Tranäggen
Tranäggen är skär i Åland (Finland). De ligger i den sydöstra delen av landskapet, 23 km öster om huvudstaden Mariehamn.
Terrängen runt Tranäggen är platt. Havet är nära Tranäggen österut. Trakten är glest befolkad. Närmaste större samhälle är Lemland, 16,1 km väster om Tranäggen. 